# Stazione di Quarto Centro
La stazione di Quarto Centro è una stazione ferroviaria posta sulla Ferrovia Circumflegrea gestita dall’Ente Autonomo Volturno. È la prima stazione della linea ubicata fuori dal comune di Napoli, dato che è situata in via Giorgio de Falco nel comune di Quarto.

## Strutture e impianti
La stazione, che sorge su viadotto, possiede un solo binario che si trova al piano superiore. Al piano inferiore si trovano invece la biglietteria, le scale e l'ascensore che porta al piano superiore.
La stazione è attualmente interessata da lavori finalizzati al raddoppio della linea Circumflegrea nell'intera tratta tra Pisani e Quarto.

## Movimento
Il traffico passeggeri è sostenuto in tutte le ore del giorno data la densità abitativa della zona e la vicinanza allo stazionamento di Quarto della EAV da cui partono autobus per le zone vicine.